# چرخش دیفرنسیال

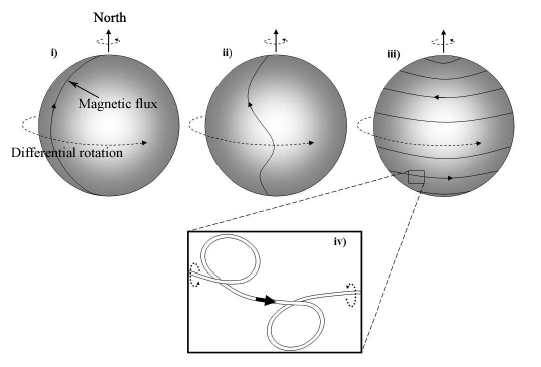
نمایی از شیوهٔ چرخش دیفرانسیل خورشید. نیروی شناوری حاکم بر حرکت رو به بالا در حلقه‌های تاجی را می‌توان به صورت pi+B2/8π=pe نوشت، جایی که pi فشار داخلی شار، pe فشار خارجی و B قدرت میدان مغناطیسی است.

چرخش دیفرانسیل یا چرخش افتراقی (به انگلیسی: Differential rotation)، یک کمیت فیزیکی است. این پدیده هنگامی مشاهده می‌شود که قسمت‌های مختلف یک شی چرخان با سرعت‌های زاویه‌ای (سرعت چرخش) نابرابر در عرض‌های مختلف و / یا عمق‌های مختلف شی و / یا در زمان حرکت می‌کنند. این نشان می‌دهد که جسم جامد نیست بلکه دارای قسمت‌هایی مانند مایع و گاز است که می‌تواند مستقل به حساب آید. در اجسام سیال مانند قرص‌های برافزایشی، این به برش منجر می‌شود. کهکشان‌ها و پیش‌ستاره‌ها معمولاً چرخش افتراقی را نشان می‌دهند. نمونه‌هایی از منظومه شمسی شامل خورشید، مشتری و زحل هستند.
در حدود سال ۱۶۱۰، گالیلئو گالیله لکه‌های خورشید را مشاهده کرده و چرخش خورشید را محاسبه می‌کند. در سال ۱۶۳۰، کریستف شاینر گزارش داد که خورشید دوره‌های چرخشی مختلفی در قطب‌ها و در استوا داشته، که مطابق با اندازه‌گیری‌های مدرن است.

## دلیل چرخش دیفرانسیل
چرخش ستارگان و سیاره‌ها در وهلهٔ نخست به دلیل پویایی تکانه زاویه‌ای در زمان تشکیل از ابر مولکولی و چرخش آن است که همه از آن به وجود آمده‌اند. این چرخش اگر چرخش متوسط کل جرم باشد، چرخش دیفرانسیل داخلی در اثر همرفت در ستارگان ایجاد می‌شود که جابه‌جایی جرم، به دلیل شیب دمای شدید از هسته به سمت خارج است. این تودهٔ جرم حامل بخشی از تکانهٔ زاویه‌ای ستاره است، بنابراین سرعت زاویه‌ای را دوباره توزیع می‌کند، حتی ممکن است به‌اندازهٔ کافی دور باشد تا ستاره سرعت زاویه‌ای خود را در بادهای ستاره‌ای از دست بدهد. در نتیجه: چرخش دیفرانسیل به وجود اختلاف دما در منطقه‌های مجاور بستگی دارد.